# Sainte-Barbe (Mosel·la)
Sainte-Barbe és un municipi francès, situat al departament del Mosel·la i a la regió del Gran Est. L'any 2007 tenia 710 habitants.

## Demografia

### Població
El 2007 la població de fet de Sainte-Barbe era de 710 persones. Hi havia 240 famílies, de les quals 28 eren unipersonals (28 dones vivint soles i 28 dones vivint soles), 76 parelles sense fills, 120 parelles amb fills i 16 famílies monoparentals amb fills.
La població ha evolucionat segons el següent gràfic:
Habitants censats

### Habitatges
El 2007 hi havia 250 habitatges, 243 eren l'habitatge principal de la família, 1 era una segona residència i 6 estaven desocupats. 244 eren cases i 6 eren apartaments. Dels 243 habitatges principals, 225 estaven ocupats pels seus propietaris, 12 estaven llogats i ocupats pels llogaters i 6 estaven cedits a títol gratuït; 3 tenien dues cambres, 8 en tenien tres, 34 en tenien quatre i 198 en tenien cinc o més. 219 habitatges disposaven pel capbaix d'una plaça de pàrquing. A 66 habitatges hi havia un automòbil i a 168 n'hi havia dos o més.

### Piràmide de població
La piràmide de població per edats i sexe el 2009 era:
| Homes | Edats   | Dones |
| ----- | ------- | ----- |
| 0     | 95 o +  | 0     |
| 0     | 90 a 94 | 0     |
| 0     | 85 a 89 | 4     |
| 4     | 80 a 84 | 0     |
| 4     | 75 a 79 | 4     |
| 4     | 70 a 74 | 8     |
| 8     | 65 a 69 | 16    |
| 20    | 60 a 64 | 12    |
| 12    | 55 a 59 | 12    |
| 8     | 50 a 54 | 16    |
| 44    | 45 a 49 | 20    |
| 52    | 40 a 44 | 56    |
| 16    | 35 a 39 | 36    |
| 28    | 30 a 34 | 12    |
| 8     | 25 a 29 | 8     |
| 16    | 20 a 24 | 8     |
| 52    | 15 a 19 | 44    |
| 36    | 10 a 14 | 52    |
| 12    | 5 a 9   | 20    |
| 12    | 0 a 4   | 4     |

## Economia
El 2007 la població en edat de treballar era de 482 persones, 379 eren actives i 103 eren inactives. De les 379 persones actives 362 estaven ocupades (200 homes i 162 dones) i 17 estaven aturades (5 homes i 12 dones). De les 103 persones inactives 25 estaven jubilades, 54 estaven estudiant i 24 estaven classificades com a «altres inactius».

### Ingressos
El 2009 a Sainte-Barbe hi havia 242 unitats fiscals que integraven 752,5 persones, la mediana anual d'ingressos fiscals per persona era de 22.648 €.

### Activitats econòmiques
Dels 21 establiments que hi havia el 2007, 3 eren d'empreses de fabricació d'altres productes industrials, 3 d'empreses de construcció, 5 d'empreses de comerç i reparació d'automòbils, 1 d'una empresa de transport, 3 d'empreses d'hostatgeria i restauració, 1 d'una empresa d'informació i comunicació, 1 d'una empresa financera, 1 d'una empresa immobiliària i 3 d'empreses de serveis.
Dels 3 establiments de servei als particulars que hi havia el 2009, 1 era una fusteria i 2 restaurants.
L'any 2000 a Sainte-Barbe hi havia 13 explotacions agrícoles que ocupaven un total de 1.100 hectàrees.

## Equipaments sanitaris i escolars
El 2009 hi havia 1 escola maternal i 1 escola elemental.

## Poblacions més properes
El següent diagrama mostra les poblacions més properes.